# Yoann Décimus
Yoann Décimus (Parigi, 30 novembre 1987) è un velocista e ostacolista francese.

## Biografia
Ai campionati europei indoor di Parigi 2011 ha vinto la medaglia d'oro nella staffetta 4×400 metri, realizzando il record nazionale sulla distanza con il tempo di 3'06"17, con i connazionali Marc Macédot, Leslie Djhone e Mamoudou Hanne.

## Record nazionali
Seniores
- Staffetta 4×400 metri indoor: 3'06"17 ( Parigi, 6 marzo 2011) (Marc Macédot, Leslie Djhone, Mamoudou Hanne, Yoann Décimus)

## Palmarès
| Anno | Manifestazione           | Sede       | Evento      | Risultato  | Prestazione | Note  |
| ---- | ------------------------ | ---------- | ----------- | ---------- | ----------- | ----- |
| 2006 | Mondiali U20             | Pechino    | 400 m piani | Batteria   | 48"45       |       |
| 2006 | Mondiali U20             | Pechino    | 4×400 m     | Batteria   | 3'07"76     |       |
| 2007 | Europei indoor           | Birmingham | 4×400 m     | 4º         | 3'10"15     |       |
| 2007 | Europei U23              | Debrecen   | 400 m piani | Semifinale | 47"32       |       |
| 2007 | Europei U23              | Debrecen   | 4×400 m     | Batteria   | dq          |       |
| 2008 | Mondiali indoor          | Valencia   | 400 m piani | Batteria   | dns         |       |
| 2009 | Europei indoor           | Torino     | 400 m piani | Semifinale | 47"78       |       |
| 2009 | Europei indoor           | Torino     | 4×400 m     | 5º         | 3'11"27     |       |
| 2009 | Europei U23              | Kaunas     | 400 m piani | 5º         | 46"37       |       |
| 2009 | Europei U23              | Kaunas     | 4×400 m     | Bronzo     | 3'04"06     |       |
| 2009 | Mondiali                 | Berlino    | 4×400 m     | 7º         | 3'02"65     |       |
| 2010 | Europei                  | Barcellona | 4×400 m     | 6º         | 3'03"85     | [ 1 ] |
| 2011 | Europei indoor           | Parigi     | 400 m piani | 6º         | 46"91       |       |
| 2011 | Europei indoor           | Parigi     | 4×400 m     | Oro        | 3'06"17     |       |
| 2011 | Mondiali                 | Taegu      | 4×400 m     | Batteria   | 3'03"68     |       |
| 2013 | Mondiali                 | Mosca      | 400 m hs    | Batteria   | 50"21       |       |
| 2013 | Giochi della Francofonia | Nizza      | 400 m hs    | Argento    | 50"05       |       |
| 2013 | Giochi della Francofonia | Nizza      | 4×400 m     | Oro        | 3'05"22     |       |
| 2014 | Europei                  | Zurigo     | 400 m hs    | Semifinale | 49"71       |       |
| 2017 | Europei indoor           | Belgrado   | 400 m piani | Semifinale | 47"87       |       |
| 2017 | Europei indoor           | Belgrado   | 4×400 m     | 4º         | 3'08"89     |       |